# 加布里埃尔·李普曼
加布里埃尔·李普曼（法語：Gabriel Lippmann，1845年8月16日—1921年7月13日），法國知名物理學家，他因為發明製作彩色玻璃照相技術，於1908年獲得諾貝爾物理學獎。除此之外，他亦對物理波長的干涉現象有其深研，亦有李普曼干涉定律發表。
加布里埃尔·李普曼生于卢森堡。幼年随父迁回巴黎。1868年入巴黎高等师范教育系，后转物理系。毕业后留学德国，获博士学位。1875年回国后任巴黎大学数理教授和实验物理学教授。1886年被选为法国科学院院士，1912年任法国科学院院长。在电学、热学、光学和光电学等方面获得卓著成果，主要发明有毛细管电位计、电毛细管发动机和毛细管电动机、电流计、水银电动测力计、彩色照相干涉法等。因首先制造出彩色玻璃照相版，1908年获诺贝尔物理学奖。主要著作有《热力学教程》《声学和光学教程》等。 